# Виконт Экклс
Виконт Экклс (англ. Viscount Eccles) из Чута, в графстве Уилтшир, Англия — аристократический титул в пэрстве Соединённого королевства. Титул был создан в 1964 году для консервативного политика Дэвида Экклса, 1-го барона Экклса. Он уже был создан бароном Экклс из Чута, в графстве Уилтшир, в 1962 году.
По итогам 2024 года титулы держит его сын, второй виконт, который наследовал отцу в 1999 году. Он является одним из девяноста избранных наследственных пэров, которые остаются в Палате лордов после прохождения Акта о Палате лордов 1999 года и заседает, как консерватор. Его жена Диана Экклс стала пожизненным пэром как баронесса Экклс, из Мултона, в графстве Северный Йоркшир, в 1990 году, что делает пару необычной: и муж, и жена заседают в Палате лордов. Леди Экклс Мултонская также сидит на «скамейки консерваторов».
Нынешний лорд Экклс и его семья живут в Молтон-холле, в Мултоне, около Ричмонда, Северный Йоркшир, в доме XVII века, находящемся в собственность Национального фонда.

## Виконты Экклс
- Дэвид Мак-Адам Экклс, 1-й виконт Экклс (1904—1999);
- Джон Доусон Экклс, 2-й виконт Экклс (род. 1931);

Наследник: достопочтенный Уильям Дэвид Экклс (род. 1960), сын 2-го виконта.